# Nené e Ninì
Nené e Ninì è una delle Novelle per un anno di Luigi Pirandello.

## Trama
Una donna, a causa della morte del marito, si trova a dover crescere da sola Nenè, la figlia di un anno, ed è in attesa del secondo figlio, Ninì. Poco dopo la nascita di quest'ultimo, la donna decide di maritarsi con un altro uomo, il professore di francese, Erminio del Donzello, rimanendo nuovamente incinta. Il parto però diventa un evento tragico perché la donna è costretta a sacrificare la vita dei due gemelli, per restare in vita, anche se, poco tempo dopo muore anche lei. Il signor Erminio si ritrova da solo, in una casa non sua e con due orfanelli, ma con un'eredità importante. Non era un uomo certamente bellissimo, infatti era magro e ossuto, ma le vicine, nonostante la diffidenza verso di lui, si offrono volontarie per accudire i due orfani mentre lui è a lavorare, nella speranza di conquistare la sua simpatia. Le vicine infatti fanno a gara per offrire la propria figlia come moglie, ma, al tempo stesso, parlano male della futura matrigna, soprattutto con i due bambini, stimolando un carattere ostile verso la matrigna. Alla fine Erminio sceglie Caterina, una donna molto timida e pacata. Erminio le raccomanda di tenere i bambini in tutti i modi calmi, per evitare che le vicine si inviperiscano. I due bambini le disubbidiscono, strillano, facendo sembrare Caterina come una donna tiranna, che tratta male i figli e che non si prende cura di loro. La moglie è addolorata e preoccupata per il futuro dei bambini. Addirittura tutto il vicinato aveva apposto le firme a una protesta da presentare alla Questura per il maltrattamento. Erminio a causa del dolore e del dispiacere muore. Ma, prima di morire, consiglia alla moglie di sposare il figlio della vicina, Totò, che tanto, anche lei, morirà presto, perché stare a fianco di Ninì e Nenè porta alla morte.

## Analisi
Questa novella risalta in modo evidente il pessimismo pirandelliano, il tema della morte, e il tema della famiglia, vista come una trappola da cui né i figli né Erminio possono scappare. Erminio è un uomo semplice, buone e gentile che mantiene la promessa di prendersi cura dei due orfani, offrendo loro materiale ed educazione, ma continuamente soggetto dai pregiudizi del vicinato per il suo aspetto fisico e per il suo modo in cui si è impossessato della dote; addirittura vedono la morte della moglie e dei due gemelli come una giusta punizione. Tutta la pietà è rivolta solo verso i due bambini, i quali sono sottoposti ad un vero e proprio lavaggio del cervello che li rende cattivi, maleducati e disubbidienti, soprattutto con Caterina, la matrigna. Pirandello si concentra su questo fatto, ossia come gli adulti siano stati in grado di cambiare la personalità di questi due bambini, e questo si nota soprattutto nella scena finale, in cui Nenè vuole strozzare il pappagallo del vicino, a testimonianza della sua crudeltà e, forse, della sua follia. Anche la povera Caterina è influenzata dalle continue accuse e dai pregiudizi del vicinato, che porteranno alla morte di Erminio. È convinto che la causa della morte e di tutta questa situazione siano i due bambini, infatti sapeva che anche Caterina sarebbe morta a breve perché era stata legata in qualche modo a quei bambini.

## Edizioni
- Luigi Pirandello, Novelle per un anno, Prefazione di Corrado Alvaro, Mondadori 1956-1987, 2 volumi. 0001690-7
- Luigi Pirandello, Novelle per un anno, a cura di Mario Costanzo, Prefazione di Giovanni Macchia, I Meridiani, 2 volumi, Arnoldo Mondadori, Milano 1987 EAN: 9788804211921
- Luigi Pirandello, Tutte le novelle, a cura di Lucio Lugnani, Classici Moderni BUR, Milano 2007, 3 volumi.
- Luigi Pirandello, Novelle per un anno, a cura di S. Campailla, Newton Compton, Grandi tascabili economici.I mammut, Roma 2011 Isbn 9788854136601
- Luigi Pirandello, Novelle per un anno, a cura di Pietro Gibellini, Giunti, Firenze 1994, voll. 3.